# サンダーバード-your voice-
「サンダーバード-your voice-」（サンダーバード-ユア・ボイス-）は、V6の26枚目のシングル。2004年8月4日にavex traxから発売された。

## 解説
- 初回12万枚限定生産盤6種類（CD+DVD）、通常盤（CDのみ）の7形態がリリース。

- V6最後のコピーコントロールCDでの発売である。

- 12万枚限定生産盤のサンダーバード・デラックスジャケットは、オレンジ、パープル、ブルー、グリーン、レッド、イエローの6種類があり、1枚につき1種類ジャケットとして使用され、6種類ともサンダーバード・デラックスジャケットとなっている。

## 収録曲

### CD
※（カラオケ）は通常盤のみ収録。
1. サンダーバード -your voice- [4:20]
作詞：motsu
作曲：RAM RIDER
編曲：RAM RIDER CREW・鈴木雅也
  - 映画『サンダーバード』日本語吹き替え版主題歌
  - 「富山GRNサンダーバーズ」テーマソング
  - 坂本のみソロパートがある。
2. Brand-New World [4:16]
作詞：MIZUE
作曲：オオヤギヒロオ
編曲：家原正樹
  - よみうりテレビ・日本テレビ系アニメ 『犬夜叉』エンディングテーマ
3. サンダーバード -your voice-（カラオケ）
4. Brand-New World（カラオケ）

### DVD
※12万枚限定生産盤のみ
1. 映画「サンダーバード」予告編
2. V6アフレコ映像

## 収録アルバム
- 『musicmind』（#1）
  - 永続盤にはアルバムバージョンも収録されている。
- 『Very best II』（#1, 2）
- 『SUPER Very best』（#1）
- 『犬夜叉 ベストソング ヒストリー』（#2）
- 『Very6 BEST』（#1, 2）
  - あなたの名前入りスペシャル盤のみ収録。